# Fortaleza de São Francisco (Macau)
A Fortaleza de São Francisco de Macau também conhecido como Quartel de São Francisco é um antigo forte do Português construído em Macau, China .
Situa-se a sudeste da Praia Grande, em frente ao canal da Taipa. O forte era originalmente uma bateria de artilharia, cujo fogo afundou o navio de guerra holandês Gallias durante a Batalha de Macau. Foi ampliado em 1629 e transformado num forte propriamente dito. Tinha formato oval e suas paredes mediam seis metros de altura. O forte foi incorporado ao Mosteiro de São Francisco, este construído por missionários espanhóis em 1580, fechado em 1834 e demolido em 1861. Cinco anos depois foi instalado no forte o Quartel de São Francisco, para albergar o 4º Batalhão de Linha, transferido para Macau em 1864. No cabo logo abaixo do quartel foi construída a Bateria 1º de Dezembro, em 1872, mas foi demolida aquando do enchimento do Porto Exterior, em 1934. A sua artilharia incluía uma colubrina capaz de disparar uma bala de canhão de 17 kg sobre o canal.
As suas instalações albergam actualmente o Museu e Direcção das Forças de Segurança de Macau, criado em 1991 para assumir as funções do antigo Quartel General das Forças de Segurança Pública. No interior, encontra-se uma coleção de armas antigas e carros blindados, bem como pinturas do antigo forte e mosteiro e outros artefactos militares.